# 阿尔朗斯
阿尔朗斯（法語：Alrance，法語發音：[alʁɑ̃s]）是法国阿韦龙省的一个市镇，属于米约区。

## 地理
阿尔朗斯（44°7'52.88"N, 2°40'58.01"E）面积35.43 平方千米，位于法国奧克西塔尼大區阿韦龙省，该省份为法国南部内陆省份，位于法國中央高原南部，北起顺时针与康塔爾省、洛泽尔省、加尔省、埃罗省、塔恩省、塔恩-加龙省和洛特省接壤。
与阿尔朗斯接壤的市镇（或旧市镇、城区）包括：阿尔维约、奥里阿克拉加斯、迪朗克、萨勒屈朗、帕纳自由城。

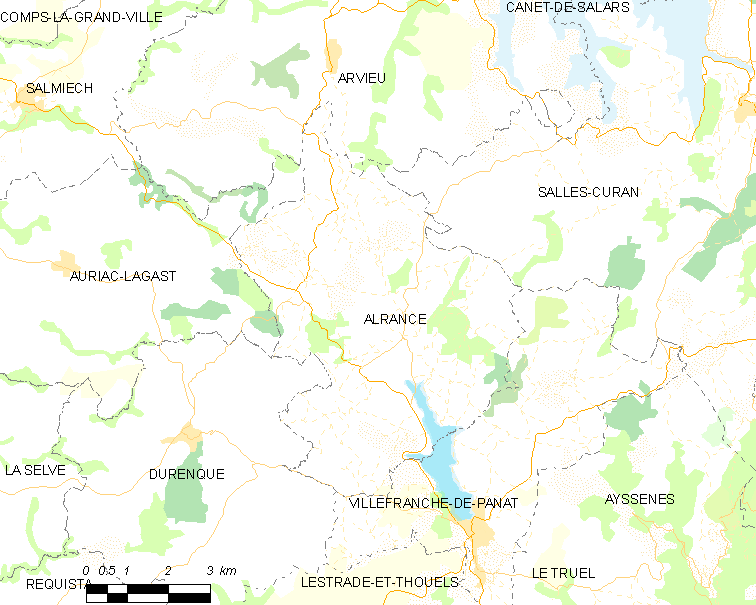
阿尔朗斯的OSM定位图

阿尔朗斯的时区为UTC+01:00、UTC+02:00（夏令时）。

## 行政
阿尔朗斯的邮政编码为12430，INSEE市镇编码为12006。

## 政治
阿尔朗斯所属的省级选区为拉斯普-莱韦祖县。

## 人口

1962-2008年间阿尔朗斯人口变化图示

阿尔朗斯于2022年1月1日时的人口数量为333人。